# یوشیتارو نومورا
یوشیتارو نومورا (ژاپنی: 野村 芳太郎؛ ۲۳ آوریل ۱۹۱۹ – ۸ آوریل ۲۰۰۵) کارگردان فیلم و تهیه‌کننده اهل ژاپن بود. او فیلمسازی پرکار بود و جوایز زیادی در طول دوران حرفه‌ای‌اش دریافت کرد که از جملهٔ آن‌ها می‌توان به جایزه بهترین کارگردانی آکادمی فیلم ژاپن برای فیلم روح خبیث اشاره کرد.